# 書峴駅
書峴駅（ソヒョンえき）は大韓民国京畿道城南市盆唐区書峴洞にある、韓国鉄道公社（KORAIL）水仁・盆唐線の駅。駅番号はK228。

## 歴史
- 1994年9月1日 - 鉄道庁（当時）盆唐線・水西 - 梧里間の開通とともに開業。
- 2005年1月1日 - 鉄道庁の改組により韓国鉄道公社(KORAIL)の駅となる。
- 2010年 - ホームドアの使用を開始[1]。
- 2012年 - 管理駅から配置簡易駅に格下げ。管理業務は竹田駅に移譲。
- 2013年11月30日 - 急行の運行開始とともに急行停車駅となる。

## 駅構造

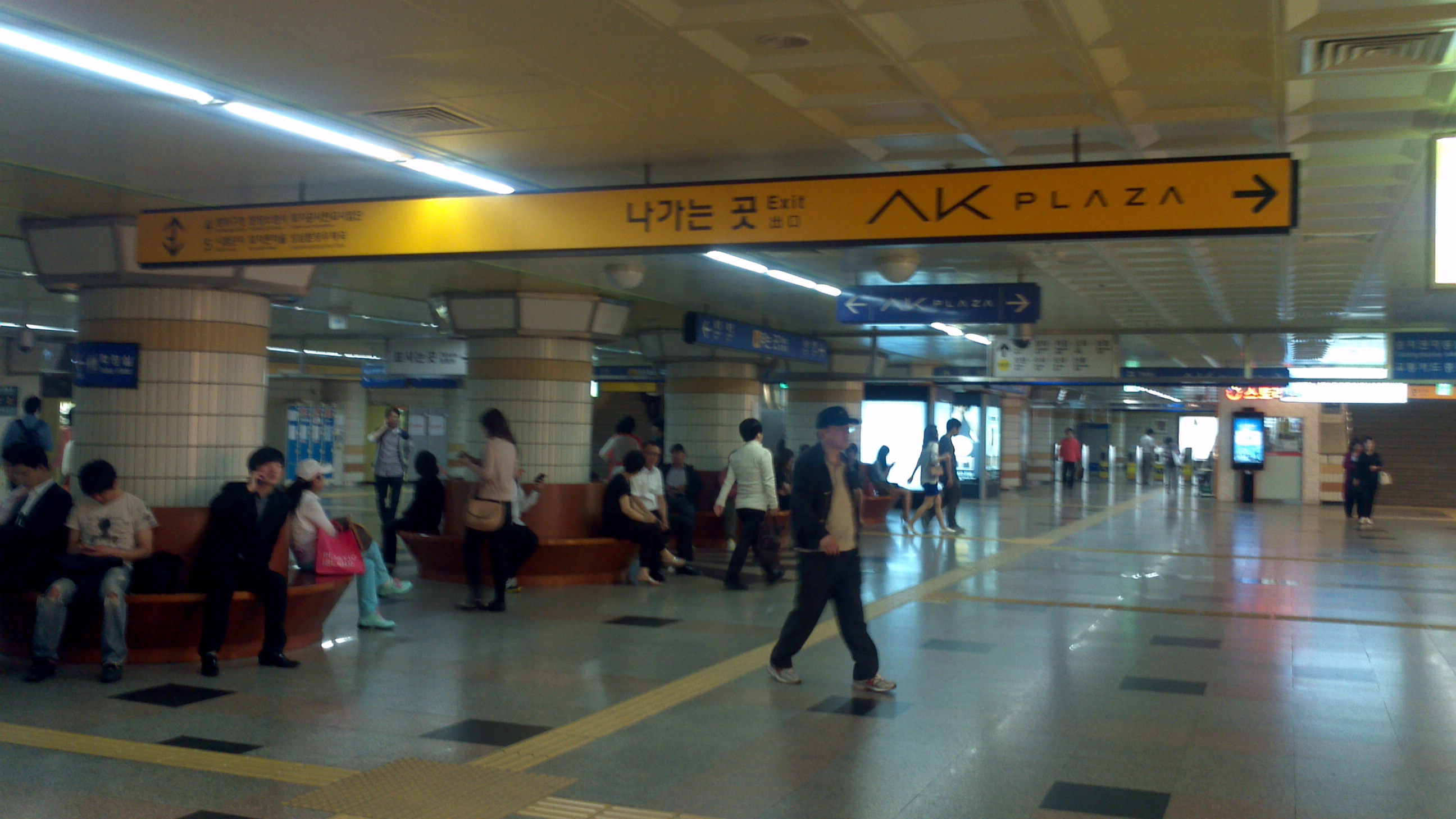
改札階（2012年5月24日）

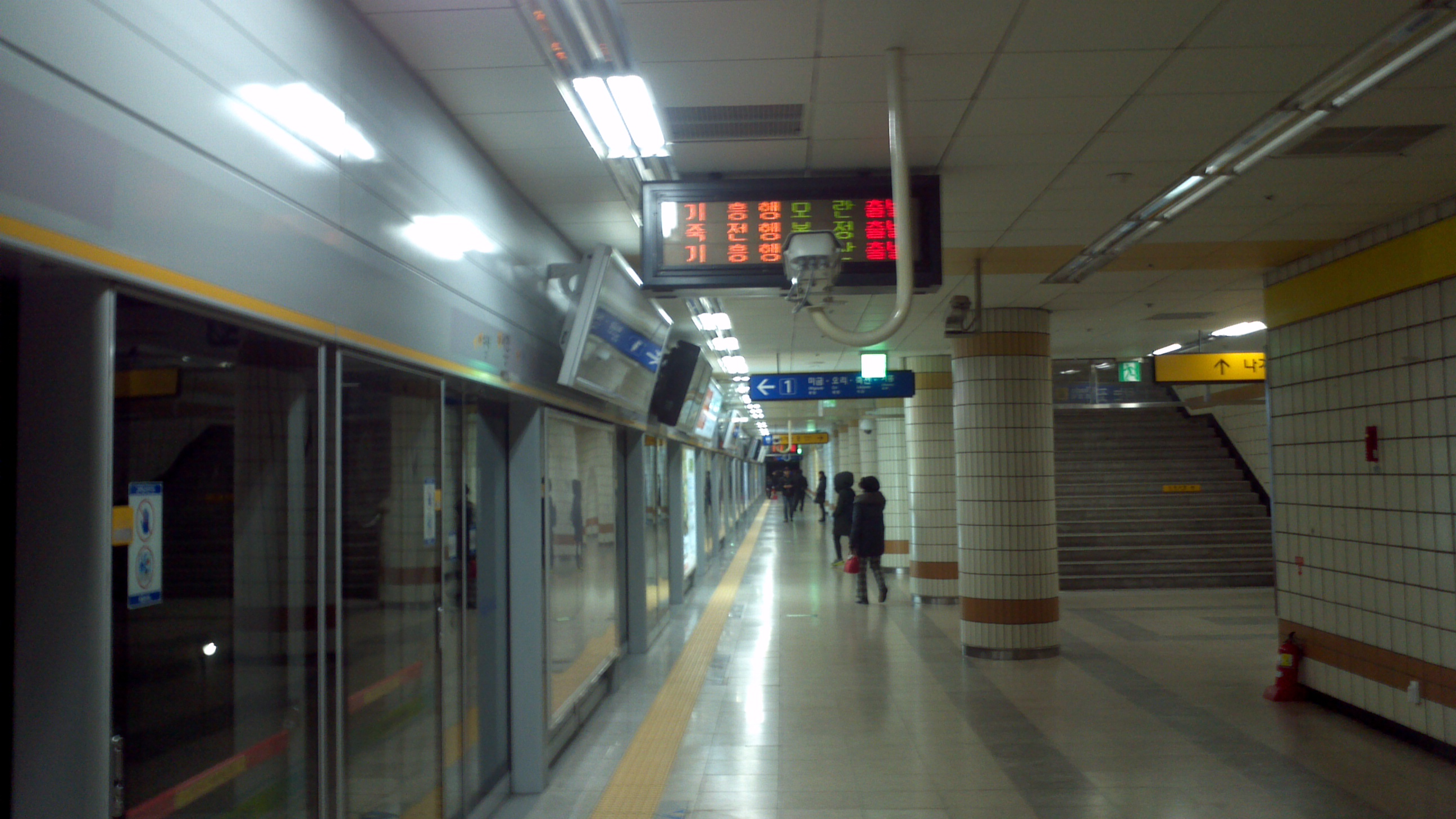
ホーム（2012年1月31日）

相対式ホーム2面2線を有する地下駅。保安用にホームドアシステム（フルスクリーンタイプ）を装備する。
改札口は二梅側と薮内側と2つある。ホーム階行きエレベータは二梅側の改札内に設置されている。切符売り場はAKプラザ食品売り場連絡口付近にあり、化粧室は1番出入口付近にある。
出入口は5番まであるが、全て駅の真上に建っているAKプラザ盆唐店内にあり、更にAKプラザ盆唐店の出口番号が駅の出口番号と別になっていてかなりややこしいので利用時注意が必要である。駅の出入口が全てAKプラザ盆唐店内にある関係で、AKプラザ盆唐店の閉店後でも1階と2階のバス停留所方面への道は常時開放されている。

### のりば
| 1 | 水仁・盆唐線 | 亭子・水原・仁川方面   |
| 2 | 水仁・盆唐線 | 牡丹・宣陵・往十里方面 |

## 利用状況
近年の1日平均利用人員推移は下記のとおりである。
| 路線         | 路線     | 2000年 | 2001年 | 2002年 | 2003年 | 2004年 | 2005年 | 2006年 | 2007年 | 2008年 | 2009年 | 出典  |
| ------------ | -------- | ------ | ------ | ------ | ------ | ------ | ------ | ------ | ------ | ------ | ------ | ----- |
| 水仁・盆唐線 | 乗車人員 | 3,942  | 20,091 | 24,011 | 26,534 | 20,423 | 19,912 | 19,701 | 19,780 | 20,978 | 21,261 | [ 2 ] |
| 水仁・盆唐線 | 降車人員 | 7,587  | 18,491 | 22,334 | 26,482 | 21,083 | 21,249 | 21,160 | 21,028 | 22,392 | 22,633 | [ 2 ] |
| 路線         | 路線     | 2010年 | 2011年 | 2012年 | 2013年 | 2014年 | 2015年 | 2016年 | 2017年 | 2018年 | 2019年 | 出典  |
| 水仁・盆唐線 | 乗車人員 | 22,736 | 23,302 | 24,278 | 25,889 | 26,449 | 26,439 | 26,388 | 27,083 | 27,964 | 28,264 | [ 2 ] |
| 水仁・盆唐線 | 降車人員 | 24,047 | 24,502 | 25,326 | 27,013 | 27,348 | 27,268 | 27,256 | 27,768 | 28,540 | 28,816 | [ 2 ] |
| 路線         | 路線     | 2020年 | 2021年 | 2022年 | 2023年 |        |        |        |        |        |        |       |
| 水仁・盆唐線 | 乗車人員 | 19,922 | 20,241 | 22,457 | 23,146 |        |        |        |        |        |        |       |
| 水仁・盆唐線 | 降車人員 | 20,351 | 20,570 | 22,826 | 23,572 |        |        |        |        |        |        |       |

## 駅周辺

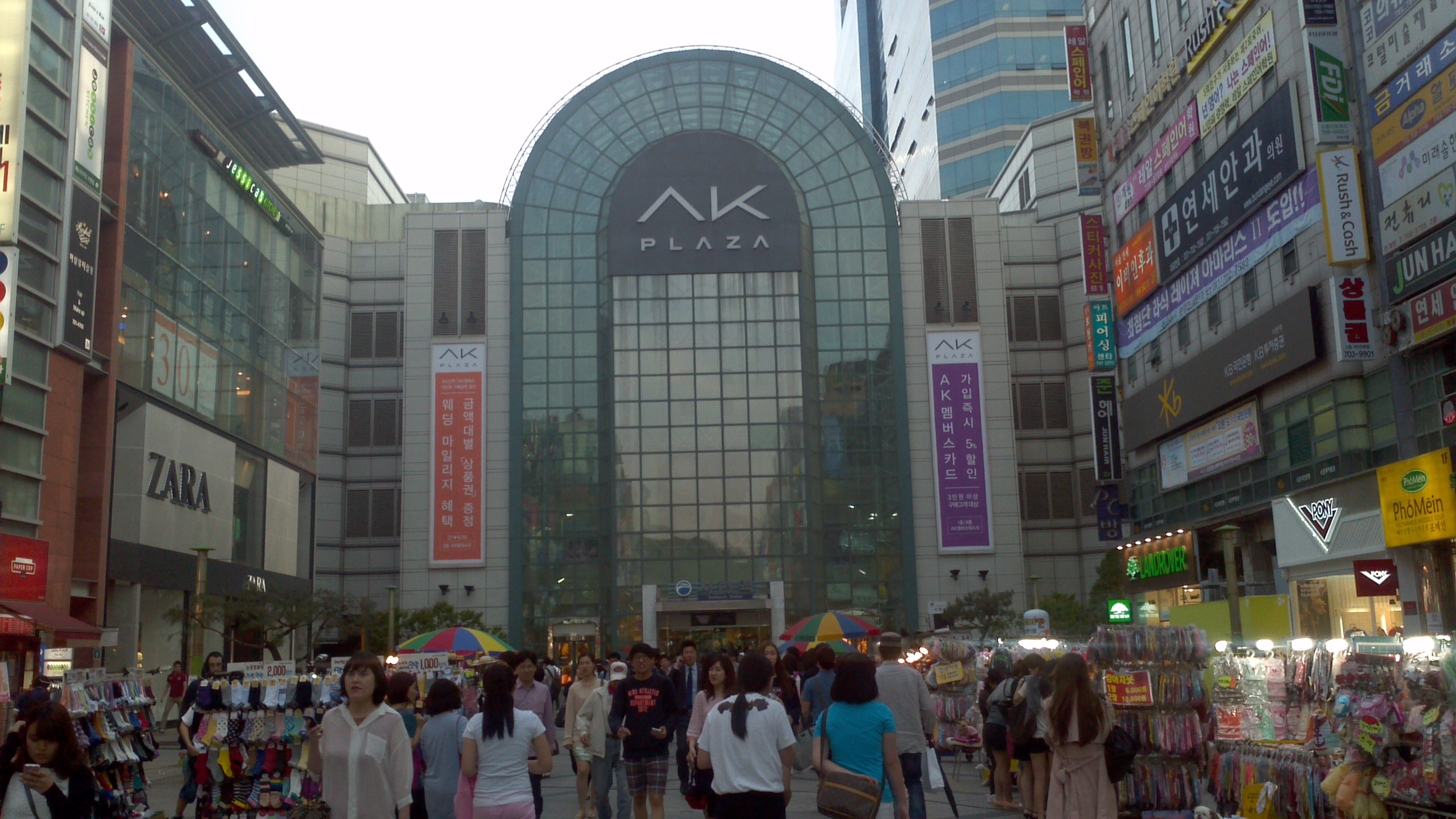
AKプラザ盆唐店。この建物の真下に書峴駅がある。（2012年5月24日）

- AKプラザ 盆唐店
- ロッテマート 書峴店
- 盆唐区庁[3]
- 盆唐消防署
- 盆唐済生医院
- 書峴1洞住民センター
- 書峴高等学校
- 書峴中学校
- 書峴初等学校
- 書峴ロデオ通り
- 城南教育支援庁
- 城南盆唐郵便局
- 示範団地サムスン韓新アパート
- 示範団地漢陽アパート
- 示範団地宇成アパート
- 示範団地現代アパート
- 教保文庫 盆唐店
- 盆唐中央公園
- 炭川
- 養峴交差点[4]

## 隣の駅
韓国鉄道公社
 水仁・盆唐線
急行・緩行
二梅駅 (K227) - 書峴駅 (K228) - 薮内駅 (K229)